# العلاقات الآيسلندية الشمال مقدونية
العلاقات الآيسلندية الشمال مقدونية هي العلاقات الثنائية التي تجمع بين آيسلندا وشمال مقدونيا.

## مقارنة بين البلدين
هذه مقارنة عامة ومرجعية للدولتين:
| وجه المقارنة                                              | آيسلندا          | شمال مقدونيا                                               |
| --------------------------------------------------------- | ---------------- | ---------------------------------------------------------- |
| المساحة (كم2)                                             | 103.00 ألف       | 25.71 ألف                                                  |
| عدد السكان (نسمة)                                         | 317.35 ألف       | 2.08 مليون                                                 |
| الكثافة السكانية (ن./كم²)                                 | 3.08             | 80.9                                                       |
| العاصمة                                                   | ريكيافيك         | إسكوبية                                                    |
| اللغة الرسمية                                             | اللغة الآيسلندية | اللغة المقدونية، اللغة الألبانية                           |
| العملة                                                    | كرونة آيسلندية   | دينار مقدوني                                               |
| الناتج المحلي الإجمالي (بليون دولار)                      | 23.91 مليار      | 11.34 مليار                                                |
| الناتج المحلي الإجمالي (تعادل القوة الشرائية) بليون دولار | 15.79 مليار      | 29.26 مليار                                                |
| الناتج المحلي الإجمالي الاسمي للفرد دولار أمريكي          | 50.17 ألف        | 4.85 ألف                                                   |
| الناتج المحلي الإجمالي للفرد دولار أمريكي                 | 46.55 ألف        | 16.25 ألف                                                  |
| مؤشر التنمية البشرية                                      | 0.899            | 0.747                                                      |
| رمز المكالمات الدولي                                      | +354             | +389                                                       |
| رمز الإنترنت                                              | .is              | .mk                                                        |
| المنطقة الزمنية                                           | 00، أوروبا/لندن ‏ | توقيت وسط أوروبا، ت ع م+01:00، ت ع م+02:00، أوروبا/سكوبيه ‏ |

## منظمات دولية مشتركة
يشترك البلدان في عضوية مجموعة من المنظمات الدولية، منها:
| علم المنظمة | اسم المنظمة                               | تاريخ انضمام آيسلندا | تاريخ انضمام شمال مقدونيا |
| ----------- | ----------------------------------------- | -------------------- | ------------------------- |
|             | مؤسسة التنمية الدولية                     | 19 مايو 1961         | 25 فبراير 1993            |
|             | يونسكو                                    | 8 يونيو 1964         | 28 يونيو 1993             |
|             | وكالة ضمان الاستثمار متعدد الأطراف        | 25 سبتمبر 1998       | 19 مارس 1993              |
|             | مجلس أوروبا                               | ?                    | ?                         |
|             | الأمم المتحدة                             | 19 نوفمبر 1946       | 8 أبريل 1993              |
|             | الاتحاد البريدي العالمي                   | ?                    | ?                         |
|             | البنك الدولي للإنشاء والتعمير             | 27 ديسمبر 1945       | 25 فبراير 1993            |
|             | الاتحاد الدولي للاتصالات                  | 1 أكتوبر 1906        | 4 مايو 1993               |
|             | منظمة حظر الأسلحة الكيميائية              | ?                    | ?                         |
|             | مؤسسة التمويل الدولية                     | 20 يوليو 1956        | 25 فبراير 1993            |
|             | المركز الدولي لتسوية المنازعات الاستشارية | 14 أكتوبر 1966       | 26 نوفمبر 1998            |
|             | منظمة التجارة العالمية                    | ?                    | ?                         |
|             | منظمة الشرطة الجنائية الدولية             | ?                    | ?                         |
|             | منظمة الأمن والتعاون في أوروبا            | 25 يونيو 1973        | 12 أكتوبر 1995            |

## وصلات خارجية
- موقع وزارة الخارجية الآيسلندية